# Scaptognathus ventridiscus
Scaptognathus ventridiscus is een mijtensoort uit de familie van de Halacaridae. De wetenschappelijke naam van de soort is voor het eerst geldig gepubliceerd in 1990 door Abé.